# 제넷 골드스타인

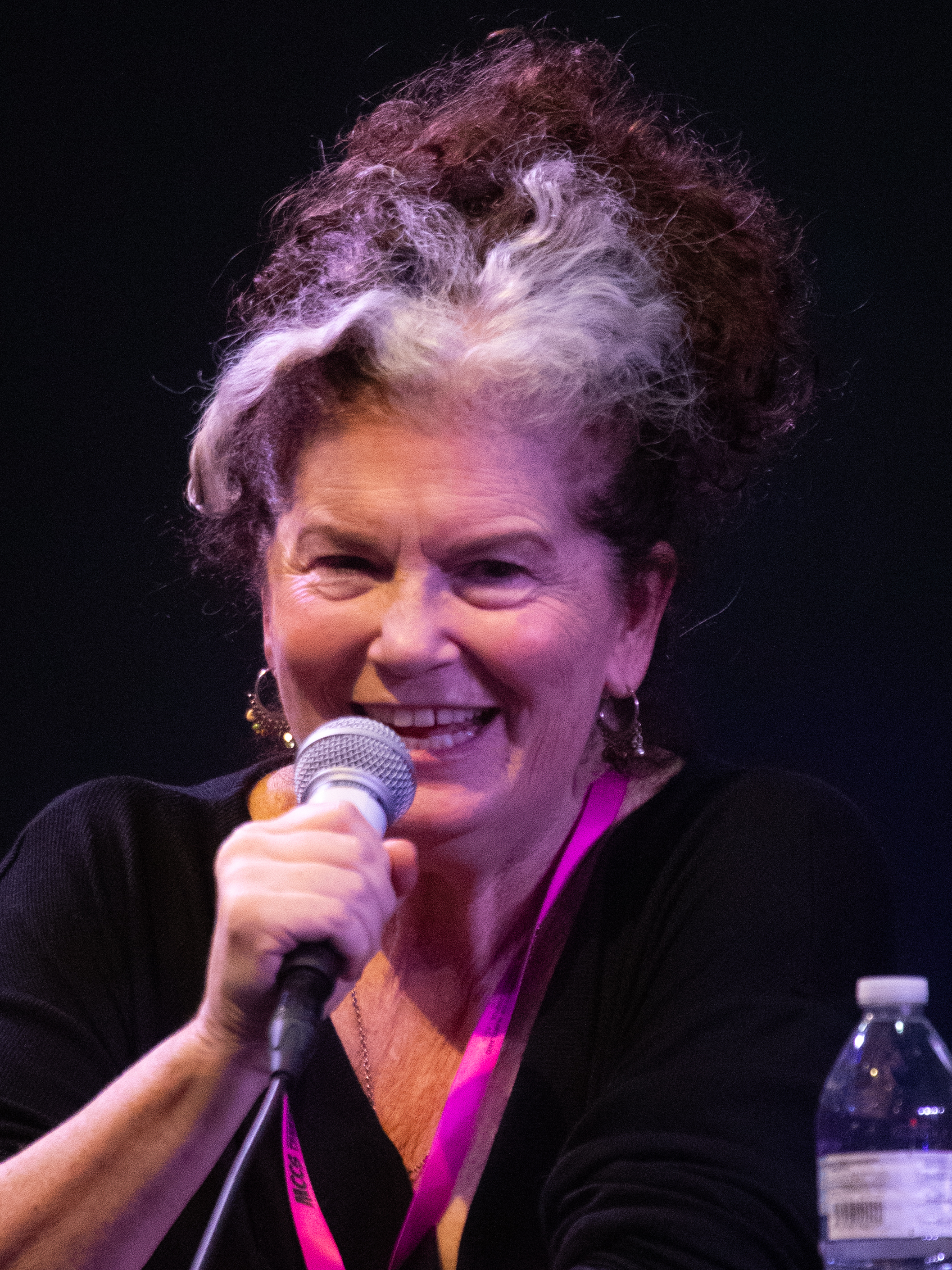

저넷 골드스틴(Jenette Goldstein, 영어 발음: /dʒəˈnɛt/, 1960년 2월 4일 ~ )는 미국의 기업가, 배우이다.
로스앤젤레스에서 태어났다.

## 출연 작품
- 언더 더 할리우드 사인 (2014년) - 메리 역
- 오텁시 (2008년)
- 듀플렉스 (2003년)
- 홈 룸 (2002년)
- 타임머신:클락스토퍼 (2002년) - 의사 역
- 라스베가스의 공포와 혐오 (1998년)
- 센스리스 (1998년)
- 키스 (1998년)
- 터치 미 (1997년) - 가브리엘 역
- 타이타닉 (1997년) - 아일랜드 엄마 역
- 페어 게임 (1995년)
- 스타 트랙 7 - 넥서스 트랙 (1994년)
- 도나토와 그의 딸 (1993년)
- 터미네이터 2: 심판의 날 (1991년) - 자넬 보이트 역
- 최후의 카운트다운(영어판) (1989년)
- 리썰 웨폰 2 (1989년) - 메건 샤피로 경관 역
- 프리시디오 (1988년)
- 죽음의 키스 (1987년)
- 에이리언 2 (1986년) - Pvt. 바스퀘즈 역

### 텔레비전
- ER (1994년)